# نعيم فراشري
نعيم باي فراشري (بالألبانية: Naim bey Frashëri‏) (25 مايو 1846 – 20 أكتوبر 1900) معروفٌ باسمه الأشهر نعيم فراشري (بالألبانية: Naim Frashëri‏) هو كاتب ومؤرخ وشاعر ومترجم ألباني، يُعتبر الشاعر الوطني لألبانيا. ومن رواد الأدب الألباني الحديث وأحد الرموز الثقافية الأكثر تأثيرًا في القرن التاسع عشر.
كان إلى جانب أخويه سامي وعبدل، أحد أعلام الصحوة الوطنية الألبانية.

## آثاره
- «أزهار الصيف» Lulet e veres - 1890 م
- «كربلاء» Qerbelaja - 1894 م.
- «تاريخ إسكندر» Histori e skender beut - 1898 م.
- «إلياذة عمر الخيام» (أي الرباعيات) Iljadh e Omerit - 1899 م.
- «تاريخ ألبانيا» Histori e Shqiprise - 1899 م.[6]

## روابط خارجية
- نعيم فراشري على موقع الموسوعة البريطانية (الإنجليزية)